# VinFast Fadil
VinFast Fadil — кросовер-хетчбек сегменту А, що вироблявся в’єтнамським автовиробником VinFast з 2019 по 2022 роки. Автомобіль є ребеджинговою версією Chevrolet Spark (M400).

## Безпека
У 2019 році VinFast Fadil отримав 4-зірковий рейтинг із загальною оцінкою 69,97 балів за ASEAN NCAP із детальністю 32,61 бала для категорії AOP, 17,91 бала для категорії COP і 19,44 бала для SATs  

## Продажі
| рік      | В'єтнам |
| -------- | ------- |
| 2020 рік | 18 316  |
| 2021 рік | 24 128  |

Fadil став найбільш продаваним автомобілем у В’єтнамі у 2021 році. 

## Двигун
- 1.4 л GM LV7 I4

## Дивіться також
- Opel Karl
- Chevrolet Spark